# مايابان
مدينة مايانية قديمة تقع 55 كم جنوب ميريدا، وأصبحت واحدة من أهم المدن في العهد المايانى الثاني (900 – 1500) والفن والعمارة في المدينة مشابهة لنظيرتها في تشيتشن إيتزا بالذات في استعمال صفوف الأعمدة وكانت مسورة ومبنية حول بئر كبيرة، وقد تم اكتشاف نحو 3600 بناء وأغلبها مساكن وهناك هرم ضخم في الساحة الكبرى وهناك معبد دائري في الجنوب وفي الشرق يوجد عمود للأفعى. والمجموعتان الرئيسيتان من المباني منظمة حول قاعة مستطيلة وتتصل بطريق ظل معظمه قائما.
كانت المدينة ضمن حلف مع تشيتشن إيتزا وأوكسمال وبعد انهيار الأولى أصبحت مايابان المدينة المسيطرة في السياسة والدين في يوكاتان من 1200 تقريبا إلى 1450 وكان نظام الطغاة (كوكوم) الذي كان يحكمها قد انهار عندما تم هجر المدينة عام 1450 تقريبا.